# I Don't Want to Change the World
I Don't Want to Change the World è un brano musicale del cantante britannico Ozzy Osbourne, seconda traccia del suo sesto album in studio No More Tears, pubblicato il 17 settembre 1991. È stato pubblicato come singolo promozionale nello stesso anno di uscita del disco.
Scritto da Ozzy, il chitarrista Zakk Wylde e il cantante Lemmy Kilmister, storico frontman dei Motörhead e amico di Osbourne, e prodotto da John Purdell e Duane Baron, il brano ha vinto nella categoria miglior interpretazione vocale metal ai Grammy Awards 1994.

## Tracce
CD, vinile 12"
1. I Don't Want to Change the World – 4:06
2. Mama, I'm Coming Home – 4:11
3. No More Tears – 7:24

## Formazione
- Ozzy Osbourne – voce
- Zakk Wylde – chitarra
- Bob Daisley – basso
- Randy Castillo – batteria
- John Sinclair – tastiera